# Kwatera żydowska Cmentarza Centralnego w Szczecinie
Kwatera żydowska Cmentarza Centralnego w Szczecinie – wydzielona kwatera wyznania mojżeszowego na Cmentarzu Centralnym w Szczecinie, będąca jedynym czynnym cmentarzem żydowskim w województwie zachodniopomorskim.
Kwatera została utworzona w 1962 po zamknięciu starego cmentarza żydowskiego przy ulicy Ojca Beyzyma oraz odmowie władz miasta na założenie nowego cmentarza na osobnej działce. Pierwszy pochówek odbył się w 1962, jednak w kwaterze znajdują się starsze groby z lat 1946–1962 ekshumowane ze starego cmentarza żydowskiego.
Kwatera zajmuje powierzchnię ok. 0,25 ha. Znajduje się na niej około 150 nagrobków wykonanych z marmuru, granitu, piaskowca oraz innych kamieni, z inskrypcjami w języku polskim, hebrajskim i jidysz. Zarządzana jest przez Gminę Wyznaniową Żydowską w Szczecinie.

## Osoby pochowane w kwaterze
- Szlomo Brzoza (zm. 2000) – działacz społeczności żydowskiej
- Michał Buchwajc (zm. 2008) – działacz społeczności żydowskiej
- Irena Ciring (zm. 1987) – skrzypaczka, pedagog, działaczka kulturalna
- Marek Eisner (zm. 1994) – lekarz, endokrynolog, profesor Pomorskiej Akademii Medycznej w Szczecinie
- Szymon Hamburger (zm. 1984) – działacz społeczności żydowskiej
- Lesław Swatler (zm. 1998) – ekonomista, profesor Uniwersytetu Szczecińskiego